# Sulfuro de amonio
El sulfuro de amonio es la sal de amonio del sulfuro de hidrógeno. Tiene la fórmula (NH4)2S y pertenece a la familia de los sulfuros. Es un sólido cristalino amarillo, estable sólo bajo 0 °C; a temperaturas más altas se descompone dando amoníaco, sulfuro ácido de amonio y polisulfuro. Se obtiene en frío haciendo pasar H₂S en amoníaco concentrado o bien mediante la mezcla   volúmenes adecuados de H₂S y NH₃ a -18 °C. Se utiliza para dar aspecto antiguo al bronce, en la industria textil y en fotografía. Puede encontrarse en la naturaleza, como producto de ciertos procesos de descomposición. También está presente en las nubes de gases de la atmósfera de Júpiter .

## Propiedades
Es un compuesto relativamente inestable. Los cristales de sulfuro de amonio se descomponen a temperatura superior a -18 °C formando amoniaco y sulfuro de hidrógeno. En disolución acuosa es más estable, pudiendo conservarse durante algún tiempo. Puesto que el amoniaco es una base débil y el sulfuro de hidrógeno un ácido extremadamente débil en su segunda protonación (pKa2 ≈ 14), la disolución acuosa de sulfuro amónico mayoritariamente está formada por sulfuro ácido de amonio, ((NH)4HS)  ya que el anión sulfuro ácido (HS-) no puede ser desprotonado por el amoníaco. Tiene un olor similar al del sulfuro de hidrógeno (huevo podrido), y su solución acuosa puede ser peligrosa, ya que emite sulfuro de hidrógeno.

## Síntesis y uso
El sulfuro de amonio se puede obtener por reacción del sulfuro de hidrógeno con amoníaco (solución acuosa o gaseosa) en exceso.
{\displaystyle \mathrm {2\;NH_{3}\;+\;H_{2}S\;\rightarrow (NH_{4})_{2}S} }
Se utiliza a menudo en el método de análisis químico del análisis cualitativo inorgánico. Permite, mediante su unión con cationes de metales de transición( níquel, cobalto, hierro, manganeso, cromo, aluminio o zinc ) separar de la muestra desconocida estos metales, precipitándolos como sulfuros para su posterior identificación  mediante pruebas de detección adecuadas. También se utiliza en fotografía, para aplicar la pátina de bronce, y en las manufacturas de la industria textil. 